# Bataille des Haies
Seconde Guerre mondiale
Batailles
Opérations de débarquement (Neptune)
- Tonga (Deadstick, Batterie de Merville)
- Albany (Chicago, Manoir de Brécourt)
- Boston (Detroit)
- Utah Beach
- Omaha Beach (Pointe du Hoc)
- Gold Beach
- Juno Beach
- Sword Beach

Secteur anglo-canadien
- Caen
- Authie
- Perch (Villers-Bocage)
- Putot
- Bretteville-l'Orgueilleuse
- Norrey
- Mesnil-Patry
- Martlet
- Epsom
- Windsor
- Charnwood
- Jupiter
- Atlantic
- Goodwood
- Crête de Verrières
- Spring
- Bluecoat
- Totalize
- Tractable

Secteur américain
- Carentan
- Cotentin
- Cherbourg (Bombardement)
- Bataille des Haies (Elle, Saint-Lô, La Haye-du-Puits)
- Cobra
- Mortain

Fin de la bataille de Normandie et libération de l'Ouest
- Rennes
- Saint-Malo
- Brest
- Poche de Falaise
- Chambois
- Paris

Mémoire et commémorations
- Cimetières militaires de la bataille de Normandie
- Commémorations du 70e anniversaire
- Projet UNESCO de classement des plages

La bataille des Haies est le nom donné à une phase de la bataille de Normandie qui implique majoritairement l'armée américaine face aux troupes allemandes, du 13 juin, quelques jours après le débarquement, jusqu'au 24 juillet 1944, début de l'Opération Cobra. Cette bataille se déroule dans le bocage normand marqué par ses innombrables haies, d'où le nom que lui donneront après la guerre les historiens.
On en distingue trois parties :
- l'avancée sur La Haye-du-Puits (bataille de La Haye-du-Puits) ;
- dans le secteur de Saint-Lô (bataille de Saint-Lô) ;
- la région au sud de Carentan, vers Sainteny et Périers.

La bataille des haies est une guerre d'infanterie qui peut être comparée par certains de ses aspects à une guerre de jungle.
L'avancée américaine est très lente et très coûteuse en vies humaines. Il faut quelquefois plusieurs dizaines de morts alliés pour prendre un pré ou une haie.
Le moral des troupes américaines est atteint dans cette guerre d'usure où une haie prise avec difficulté ressemble terriblement à la haie précédente, au point que le bocage normand est surnommé l'Hedgerow Hell (l'« enfer des haies »).

## Contexte stratégique et environnemental
Face au blocage de la situation à l'est du front et l'impossibilité pour les troupes anglo-canadiennes de prendre Caen (voir bataille de Caen), les troupes alliées, principalement américaines, se voient obligées de progresser au sud-ouest dans une zone de bocage, une zone très favorable à la défense et dont les troupes allemandes, plus expérimentées, savent profiter.
D'un point de vue opérationnel, cette succession de prés et de haies empêche l'alignement du front d'attaque américain et facilite les prises de flanc. D'un point de vue tactique, chaque haie présente un nouveau retranchement à conquérir, exposant aux coups des défenseurs, l'infanterie et les blindés alliés à courte portée de tir telle une succession d' embuscades. Or l'état-major américain n'avait pas prévu de disputer des combats intenses dans cette zone et sous-estima les difficultés de la configuration du terrain, rendant difficile tout mouvement de chars ou la progression des hommes disposant de peu de visibilité.
Les haies favorisent les positions défensives allemandes et leur camouflage. Les troupes de la Wehrmacht auxquelles les Alliés doivent faire face sont plus expérimentées que les troupes qui stationnaient sur les côtes du débarquement. Notamment les Fallschirmjäger qui savent tirer profit de ces petits prés clôturés par des talus et des hautes haies. Elles s'y camouflent facilement, rendant la suprématie aérienne alliée moins déterminante et l'artillerie américaine peu efficace. Les Allemands mettent en place un dispositif dans lequel chaque point défensif d'un pré peut soutenir celui du pré voisin.

## Historique

### Secteur de La Haye-du-Puits
L'avancée du VIIIe corps de la 1re armée américaine après la prise de Cherbourg vers le secteur de La Haye-du-Puits, du 3 au 14 juillet 1944, est une des grandes batailles de la guerre des haies et constitue une des dernières offensives dans le nord du Cotentin avant le lancement de l'opération Cobra le 25 juillet 1944.
Très violents, les combats dans le secteur attenant à la ville et pendant la prise de celle-ci, ont été très couteux en vies humaines. Environ 10 000 soldats américains y ont perdu la vie et cela afin de faire avancer leur front de seulement 12 km.

#### Le contexte: l'ouverture du front et les combats du mois de juin
Après le débarquement du 6 juin 1944 des forces américaines sur la plage d'Utah Beach et la consolidation de la tête de pont autour de Sainte-Mère-Église, l'armée américaine traverse la péninsule entre Carentan et Barneville, et marque, le 18 juin, la coupure du Cotentin, c'est-à-dire un front qui va du littoral est au littoral ouest et sépare les forces allemandes. Puis, tout en consolidant ce front pour empêcher les renforts d'arriver depuis le sud, les Américains s'élancent vers Cherbourg et prennent la ville le 26 juin.
Entre-temps, le front entre Carentan et Portbail a tenu bon mais de leur côté, les Allemands situés en face en ont profité pour renforcer une sorte de « mur du Cotentin » soigneusement camouflé et dont les premiers éléments avaient été installés en 1942 : la ligne Mahlmann désormais forte de près de 10 000 hommes et dont les Américains ignorent encore l'existence début juillet 1944.
Tenant donc tout le nord du Cotentin, les Américains doivent avancer vers le sud pour réaliser la percée d'Avranches, dont s'occupera le général George Patton et qui devra consister à ouvrir la route de la Bretagne en enfonçant les lignes de défense allemandes près du mont Saint-Michel. Avant cela, il leur faut prendre les villes de Coutances et de Saint-Lô.
C'est au VIIIe corps de la 1re armée américaine, menée par le général Troy Middleton, que revient la charge de percer la ligne Mahlmann, qui s'étend de Bretteville-sur-Ay à l'ouest jusqu'au sud de Carentan à l'est . Sa mission est d'atteindre Coutances et Saint-Lô après avoir traversé la zone des marais et les collines fortifiées autour de La Haye-du-Puits.

#### L'offensive de La Haye-du-Puits: division par division

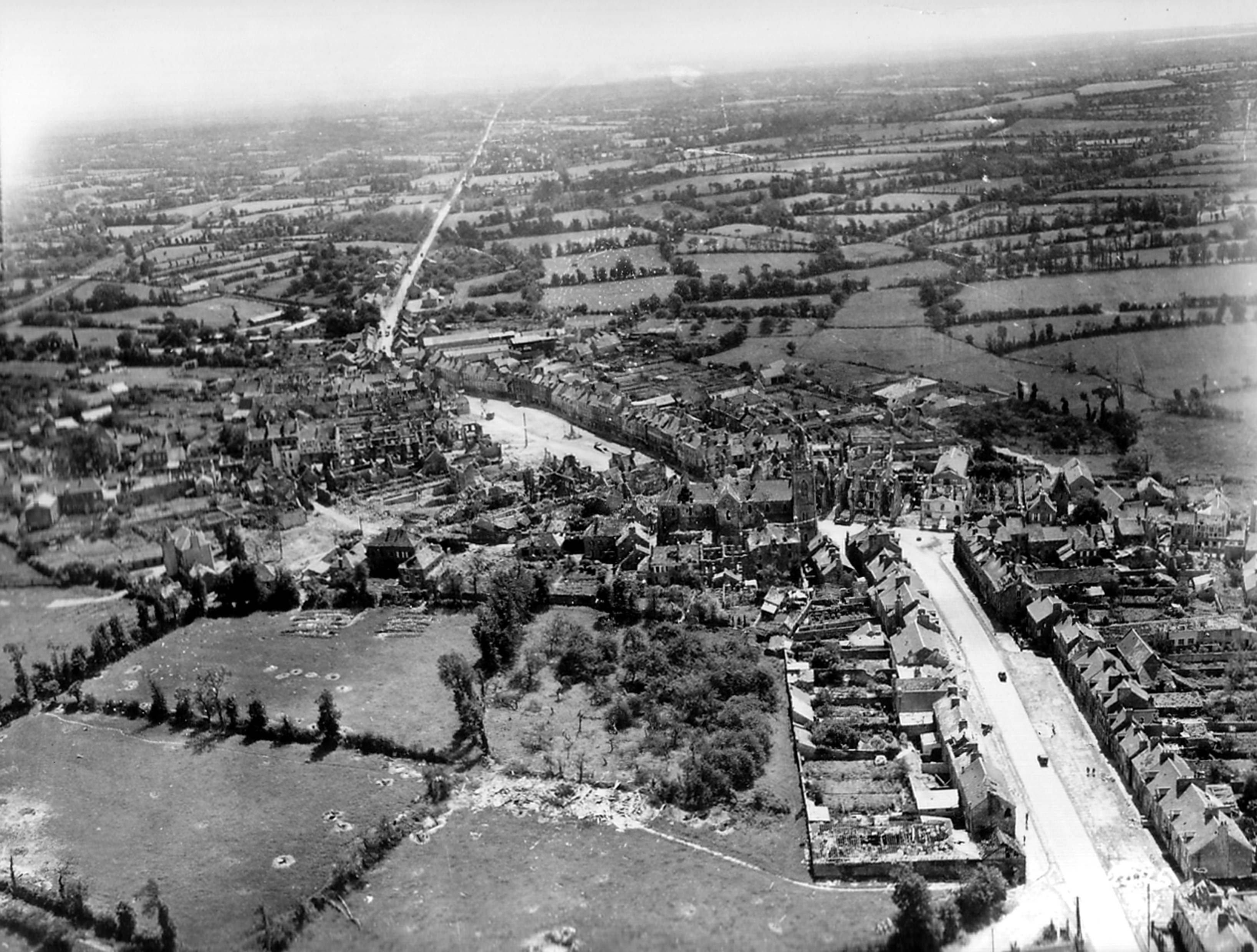
La ville de La Haye-du-Puits après les combats

Au sud-ouest du front américain, quatre routes convergent depuis la ville de La Haye-du-Puits qui devient un carrefour important à prendre pour les Américains. La ville est occupée par les Allemands. De plus, elle est entourée par quatre monts allant de 110 à 130 mètres d'altitude. L'armée allemande y a établi des positions fortifiées, il s'agit des monts Étenclin et Doville au nord, Castre au sud et Montgardon à l'ouest .
Le 3 juillet, le VIIIe corps lance l'offensive. En éclaireurs, tôt le matin, une patrouille américaine de 7 soldats commandée par le lieutenant Stanley Weinberg, guidée par un jeune Français, pénétra dans les lignes allemandes et y captura les servants d'une mitrailleuse ainsi que des plans. Parmi eux figure un officier allemand. Fouillant le prisonnier, les GI's trouvèrent dans sa poche une photo de lui nu et entouré de prostituées. C'est sous la menace de voir atterrir la photo dans les mains de son épouse qu'il révèle la ligne Mahlmann au lieutenant Weinberg. L'assaut peut définitivement commencer pour les quatre divisions du VIIIe corps.

##### La dernière opération de la82eAirborne en Normandie

l'insigne de la 82e Airborne

La 82e division aéroportée, commandée par le Major-General Matthew Ridgway, connaît déjà bien l'ennemi et a une expérience du terrain. Elle a commencé les combats de la Seconde Guerre mondiale le 10 mai 1943 lors du débarquement en Afrique du Nord. Quelques semaines après ce baptême du feu, certains de ces régiments sauteront sur la Sicile (505e) et sur le golfe de Salerne dans le cadre des opérations Husky et Avalanche.
Enfin ces hommes combattent depuis leur saut sur Sainte-Mère-Église dans la nuit du 5 au 6 juin 1944. Après avoir pris le bourg et les positions sur le Merderet début juin, ils ont pris successivement Montebourg, Valognes et enfin Cherbourg le 25 juillet.
Après ce fait d'armes, ils attendent leur prochaine opération à Saint-Sauveur-le-Vicomte et dans le bois de Limors. Celle-ci démarre le 3 juillet 1944 vers 3 heures du matin. 4 régiments de la 82e vont partir vers le sud pour cette mission depuis leurs positions : le 505e de Saint-Sauveur-le-Vicomte, le 508e et le 325e du bois de Limors et le 507e de Picauville.
Pour sa troisième et dernière opération dans la bataille de Normandie, l'objectif principal de la 82e division est la hauteur 131 : le mont Étenclin. À cause de la pluie qui s'abat sur le secteur ce matin là, l'aviation américaine est clouée au sol et ne peut pas appuyer les soldats. Leur progression est tout d'abord rapide face à un régiment d'Osttruppen, des volontaires de l’Est, qui opposent peu de résistance. Mais bientôt, les parachutistes atteignent la ligne Mahlmann, entre le mont Castre (au sud) et le mont Étenclin (au nord), et ont donc face à eux les deux collines de la Poterie et de Sainte-Catherine (voir plus bas la carte de l'offensive du 3 au 14 juillet - Galerie photo). Au hameau de la Poterie (situé devant la colline du même nom), les Américains ignoraient la présence de soldats allemands et tombèrent nez à nez avec eux. Surpris de chaque côté, la prise du hameau se fit à l'arme blanche.

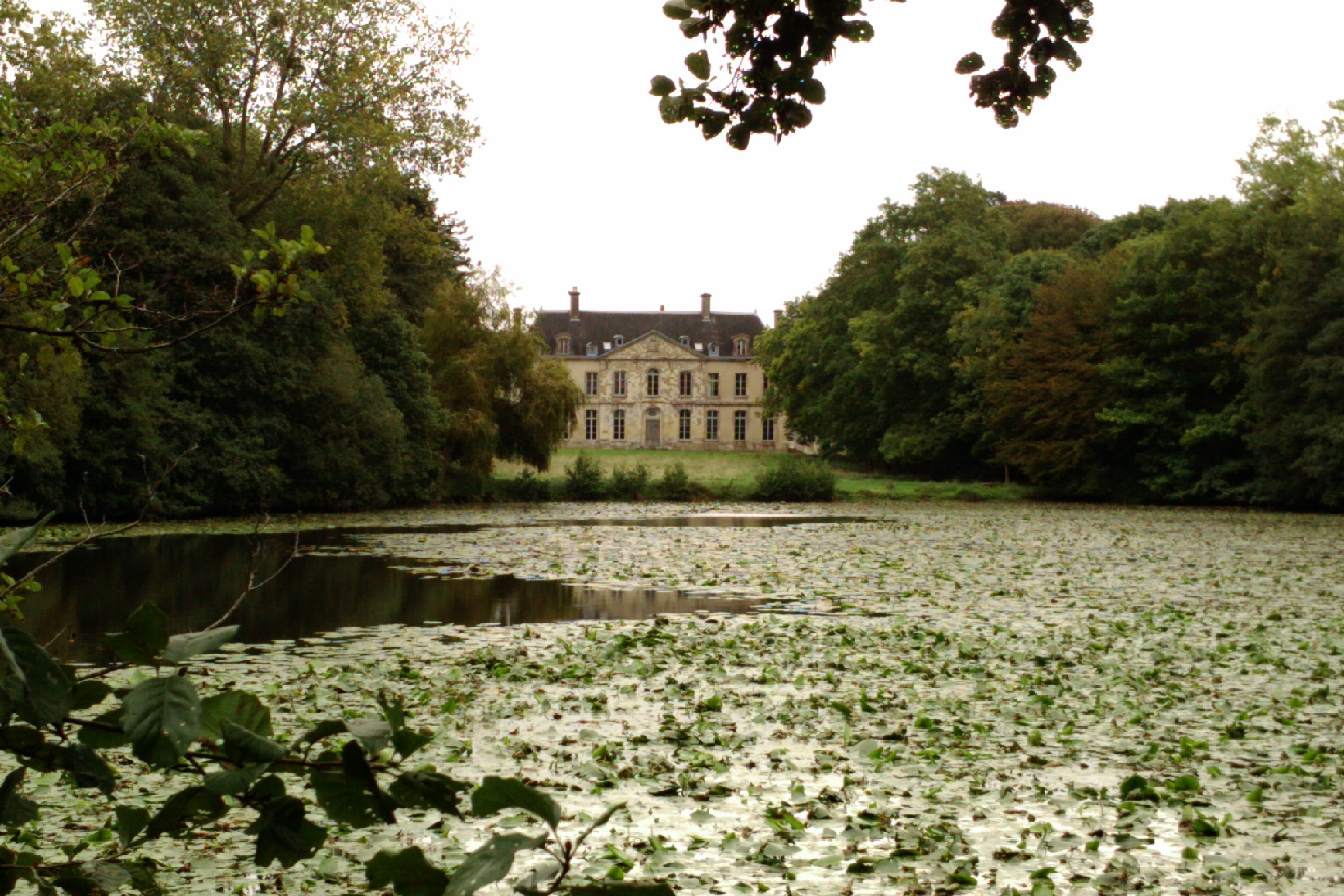
Abbaye de Blanchelande

Pendant ce temps, le même matin, le général von Choltitz, qui commande une partie du front allemand, ordonne à la 77e division d'infanterie de la Wehrmacht de quitter l’aile ouest du dispositif (où le Generalleutnant Mahlmann placera la 243e division d'infanterie quelques heures plus tard) pour venir renforcer les positions sur le flanc est du mont Castre. Notamment un ancien donjon médiéval situé au Plessis-Lastelle duquel on peut voir la zone de débarquement d'Utah Beach et offrant surtout une vue imprenable sur les déplacements des Américains et une position de tir pré-fortifiée. Des Fallschirmjäger viennent leur prêter main-forte.
Le lendemain, 4 juillet, les G.I. du 505e attaquent puis s'emparent des deux collines de la Poterie et de Sainte-Catherine.
Le 5 juillet, la 82e élimine les derniers points de résistance autour du bourg de Lithaire. Celui-ci libéré, la 82e Airborne se replie à l'abbaye de Blanchelande, située à l'est de La Haye-Du-Puits et attend sa relève. Elle regagne le Royaume-Uni dans les jours suivants. Les pertes de la 82e Division depuis le 6 juin furent lourdes : un tiers des effectifs.

##### La90edivisiond'infanterie face au mont Castre

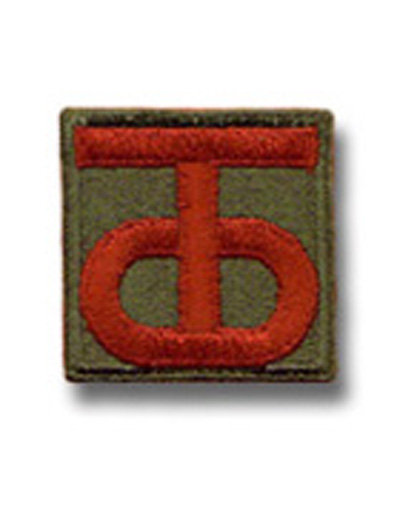
L'écusson de la 90e

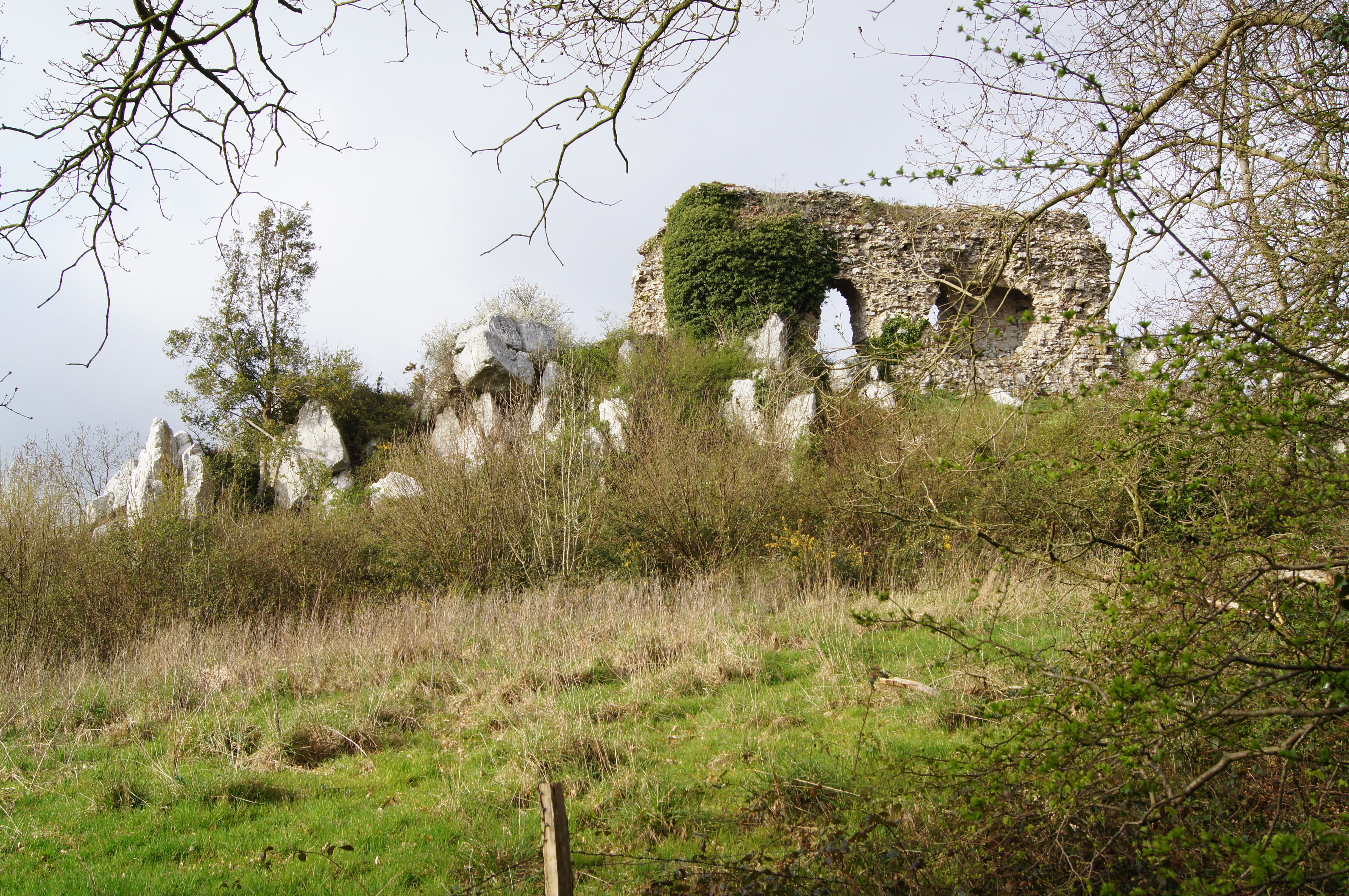
Le sommet du Mont Castre

Commandée par le Major General Eugene M. Landrum, la 90e aligne pour l'opération trois régiments d’infanterie : le 357e, le 358e et le 359e ainsi que le 712e Tank Battaillon. L'objectif de la division est d'avancer d'est en ouest depuis le secteur de Baupte, perpendiculairement à la 82e, percer la ligne Mahlmann et prendre le mont Castre, gros point fortifié, depuis lequel les Allemands surveillent la plage d'Utah Beach.
Dès le matin du 3 juillet, le terrain est difficile : un réseau dense de haies desservi par des chemins creux avec la menace du mont Castre qui domine tout. Vers 8 h 30, alors qu'elle avance péniblement depuis deux heures, elle atteint la ligne Mahlmann, tenue à cet endroit par beaucoup de Fallschirmjäger. Ces derniers résistent habilement et violemment toute la journée. Ils tueront 600 soldats américains. Les Allemands attaqueront aussi par surprise le bivouac de la 90e à la tombée de la nuit.
4 juillet : 90 % des décès de soldats ce jour-là seront le fait des obus de mortier et de l’artillerie. Toute la matinée, les batteries et les canons mobiles pilonnent de chaque côté. Au milieu de l'après midi, avec le renfort du 712e Tank-Battaillon sur le flanc est du mont Castre, la 90e parvient à avancer vers le mont. Un premier hameau proche du Plessis-Latelle, les Belles Croix est pris, puis un second en fin de journée : celui de La Butte.
Le même jour, le 357e régiment, resté jusque-là en réserve, pénètre dans le hameau de Beau Coudray, situé sur le mont Castre. Le bilan des pertes humaines est encore plus lourd que la veille pour la division : 800 hommes, principalement du 358e régiment.
5 juillet : le Major General Landrum fait remplacer le 358e régiment (très affaibli) par le 357e et lui donne l'ordre d'attaquer les hauteurs du Mont Castre, toujours aux mains des allemands, par le sud de celui-ci. Il échouera, ne progressant que très légèrement. Par contre, sur la droite, le 359e réussira à progresser sur le flanc est du mont Castre, parvenant à mi-pente. Mais ce sont là des positions encore précaires au soir de cette journée.
6 juillet : La météo s'étant nettement améliorée, l'aviation américaine va pouvoir appuyer l'infanterie et l'artillerie. L'objectif de cette journée, c'est de prendre définitivement le mont Castre en élaborant une meilleure stratégie. En prenant conscience que le 357e, en attaquant par le sud, et le 359e en attaquant à l'est n'était pas arrivé à enfoncer le front la veille et n'arrivera pas à le faire seul en cette nouvelle journée, les américains décident de faire croire aux Allemands qu'ils allaient continuer dans le même sens. Pour cela, le 357e attaque au même endroit et rencontre la même résistance. Mais pendant ce temps, le 359e ne laisse que quelques hommes sur les faibles positions du flanc est afin de donner l'impression que le régiment est toujours là et s'affaiblit. Tout le reste du 359e contourne en réalité la ligne allemande et revient attaquer par le flanc nord du mont par surprise, appuyé par l'aviation et l'artillerie. Attaqués de toutes parts, les Allemands se retirent à l'extrême ouest du mont vers midi.
En début d'après midi, le ciel est envahi par la pluie et les soldats peinent dans la boue où ils s’enfoncent. L'aviation ne peut plus aider la division à progresser. Les Allemands vont empêcher tout nouveau progrès sur le mont Castre et Landrum met en ligne tout ce qu’il a sous la main, il ne lui reste plus qu’une seule compagnie en réserve.
Dans la soirée, en contre-attaquant vers l'est, le 15e régiment des Fallschirmjäger s'empare du donjon qui domine le hameau. Pour reprendre le village du Plessis-Latelle situé en contrebas, ces derniers y encerclent deux des compagnies du 357e bataillon. Après maintes tentatives pour s'extraire de cette tenaille, les soldats américains d'une des deux compagnies piégées, exténués, décident de se rendre aux Allemands le lendemain.
7 juillet :
Le matin du 7, une compagnie du colonel Barth essaie de dégager le 357e bataillon encerclé, aidée de deux sections de chars, mais y perd tous ses officiers et sous-officiers, tués ou blessés. Les survivants, sans encadrement, battent en retraite l'après-midi. Cependant la 359e, parvient à atteindre le sommet du mont (la côte 122), sans pourtant pouvoir avancer plus ensuite. Mais à la nuit tombée, un puissant renfort allemand, la 2e panzer-division SS Das Reich (responsable 3 semaines plus tôt du massacre d'Oradour-sur-Glane) contre attaque et ses blindés repoussent les Américains hors du mont Castre. Ces derniers voient leur front repoussé au nord, derrière la ligne de Carentan à Carteret. Le bilan de la division est alors démoralisant : 2 000 pertes pour six kilomètres de terrain gagnés (un homme perdu tous les trois mètres) en cinq jours de combat.
8 et 9 juillet : La 90e se contente de consolider le front où elle a été rejetée. Il y aura peu d'attaques des Allemands pendant ces deux jours, les combats ayant lieu contre les autres divisions américaines entrées dans La Haye-du-Puits. En conséquence de la prise de la ville par les GI's, les Allemands reculent de plus de 10 km vers le sud. La ligne Mahlmann est définitivement anéantie.
Enfin, le 10 juillet, après le repli des Allemands, le mont Castre, Beau Coudray et Le Plessis-Lastelle tombent aux mains de la division qui avance sur les secteurs qu'elle a successivement gagnés puis perdus.

##### La79edivisiond'infanterie

L'insigne de la d'infanterie

Forte de trois régiments (313e, 315e et 314e), la 79e division doit s'emparer de la hauteur de Montgardon, située au sud-ouest du principal objectif de l'offensive : la ville de La Haye-du-Puits. Le 3 juillet, partant de Saint-Lô-d'Ourville, les 313e et 315e régiments foncent vers Montgardon, puissamment fortifiée par les Allemands.
Pendant ce temps, le 314e attaque les positions ennemies sur le mont Doville pour empêcher des tirs sur le mont Étenclin, attaqué par la 82e Airborne. Le mont Doville, couronné d’une chapelle sur une éminence dénudée culminant à 121 mètres va aussi être un bon observatoire sur la ville de La Haye-du-Puits. Une patrouille de douze hommes du régiment, menée par le colonel Robinson arrive au pied du mont à la tombée de la nuit et disparaît dans l’obscurité. Tout contact est perdu jusqu'à 3h30 du matin. Un officier de liaison d’artillerie arrive enfin à établir le contact radio avec eux. Ils annoncent être bien établis sur le mont et n’y avoir rencontré qu’un très léger poste allemand. La moitié du 314e les rejoint. Le reste du régiment avance directement vers La Haye-du-Puits avant d’être bloqué devant la ville par le feu de l’artillerie allemande. À l’est, le contact est établi avec la 82e division de paras du général Ridgway. Les Allemands étant pris à revers par les Américains, tout s'est passé rapidement. Le 314e vient alors soutenir les deux autres régiments qui sont en difficulté devant Montgardon.
En effet, le 315e du général Mac-Mahon rencontre plusieurs blindés allemands cachés derrière les haies. Ceux-ci ouvrent le feu sur les chars d’accompagnement américains, provoquant un mouvement de panique parmi les GI’s. Plus tard, deux compagnies qui se reposaient le long d’un chemin creux sont encerclées par les Allemands. Quatre officiers et cinquante hommes offrent une première résistance renforcée rapidement et l’artillerie du 314e, maintenant bien dirigée depuis le mont Doville, pilonne les Allemands. Les Américains vont tenir et les Allemands laisser 64 prisonniers.
La résistance allemande aura été très coriace. Les pertes sont nombreuses pour les Américains qui finiront tout de même par avoir raison de l'ennemi.

##### Le106egroupede cavalerie

L'insigne du

Le 106e Groupe de Cavalerie est arrivé en France sous le commandement du colonel Vennard Wilson, un officier de l'armée régulière.
Sa première mission était d'aider à la réduction des forces allemandes précédemment isolées lors de l'avance du VIIIe Corps dans la péninsule du Cotentin en longeant le littoral ouest de La Hague au Mont-Saint-Michel.
Tout en suivant parallèlement la progression du VIIIe corps vers le sud, le 106e longe le littoral ouest en partant de Portbail le 3 juillet et arrive à la pointe du havre de Saint-Germain-sur-Ay le 10 juillet.
Le 106e ne rencontrera que peu de résistance.

##### Quelques kilomètres derrière le front, la suite se prépare
Le 6 juillet, le général George Patton arrive secrètement sur le territoire français par la plage d'Utah Beach. À partir de cette date il se positionne juste derrière le front dans un camp installé à Néhou où il prépare la percée d'Avranches qui doit succéder à l'attaque qu'est en train de mener le général Troy Middleton depuis le 3 juillet.

##### Images du Front américain

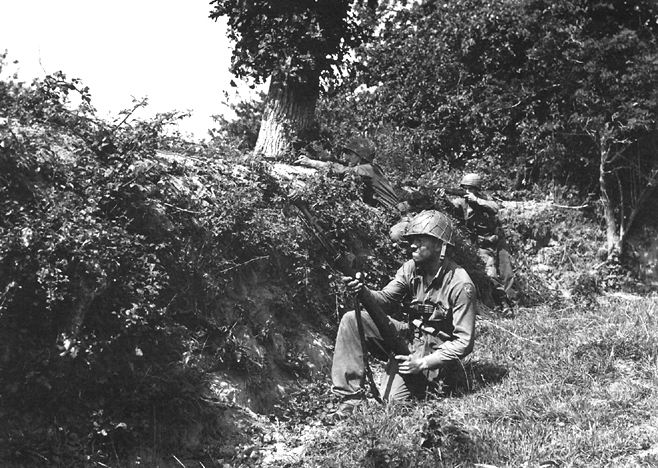
GI's américains combattant dans le bocage.
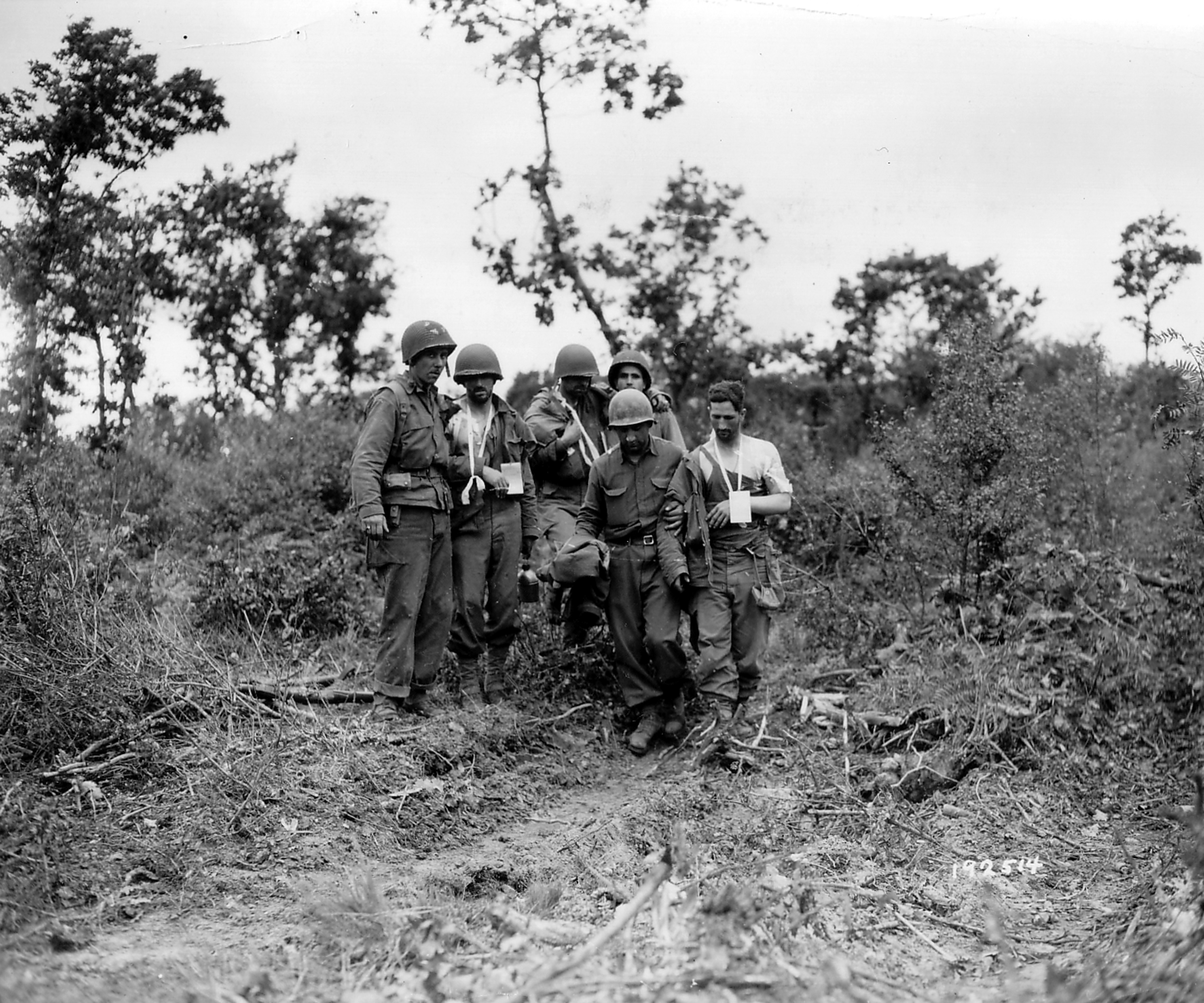
Blessés américains dans le bocage de Bloody Hill (guerre des Haies, Archives B.N)
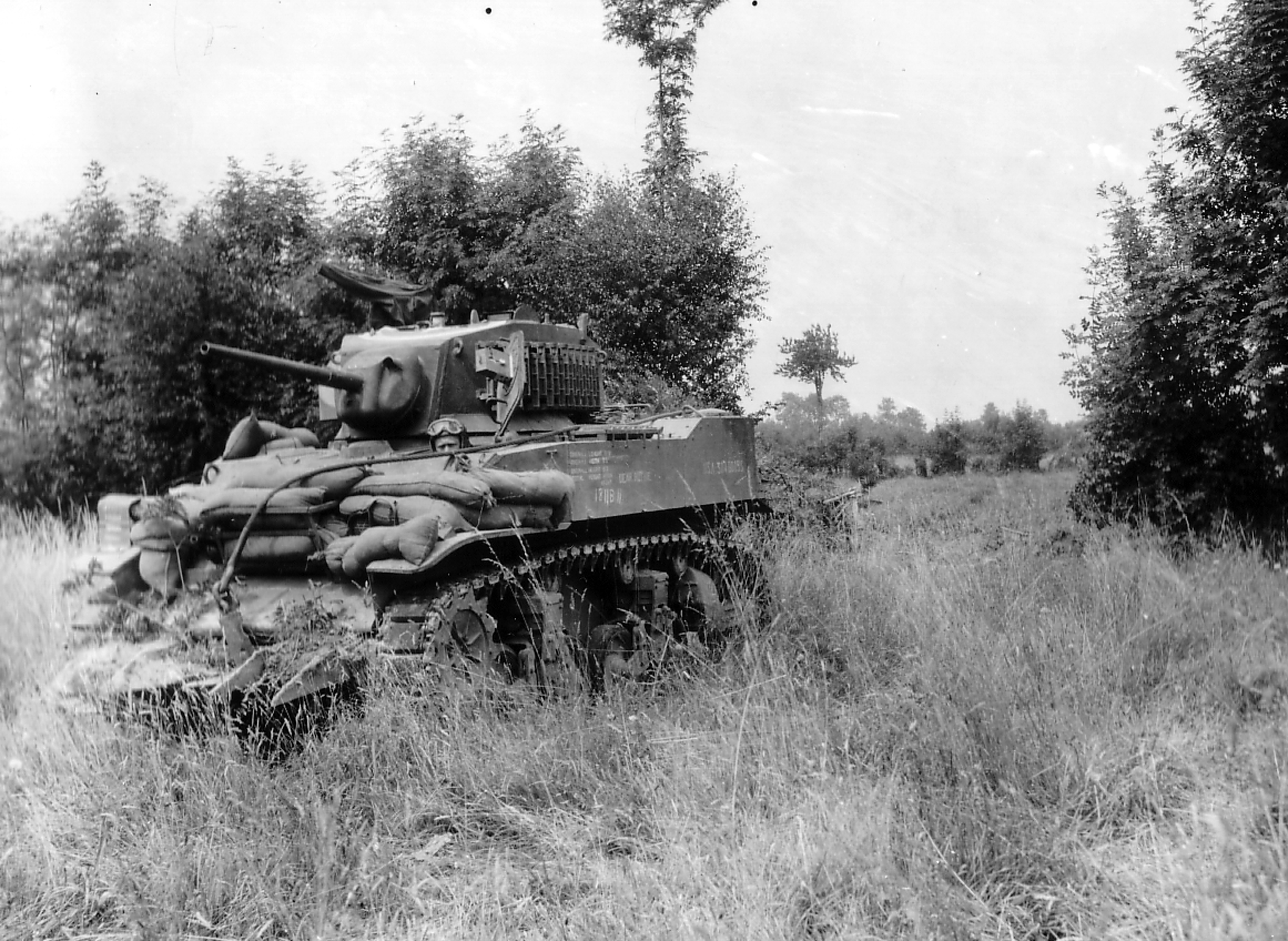
Les chars trouent le bocage pour les troupes (guerre des Haies, Archives B.N)
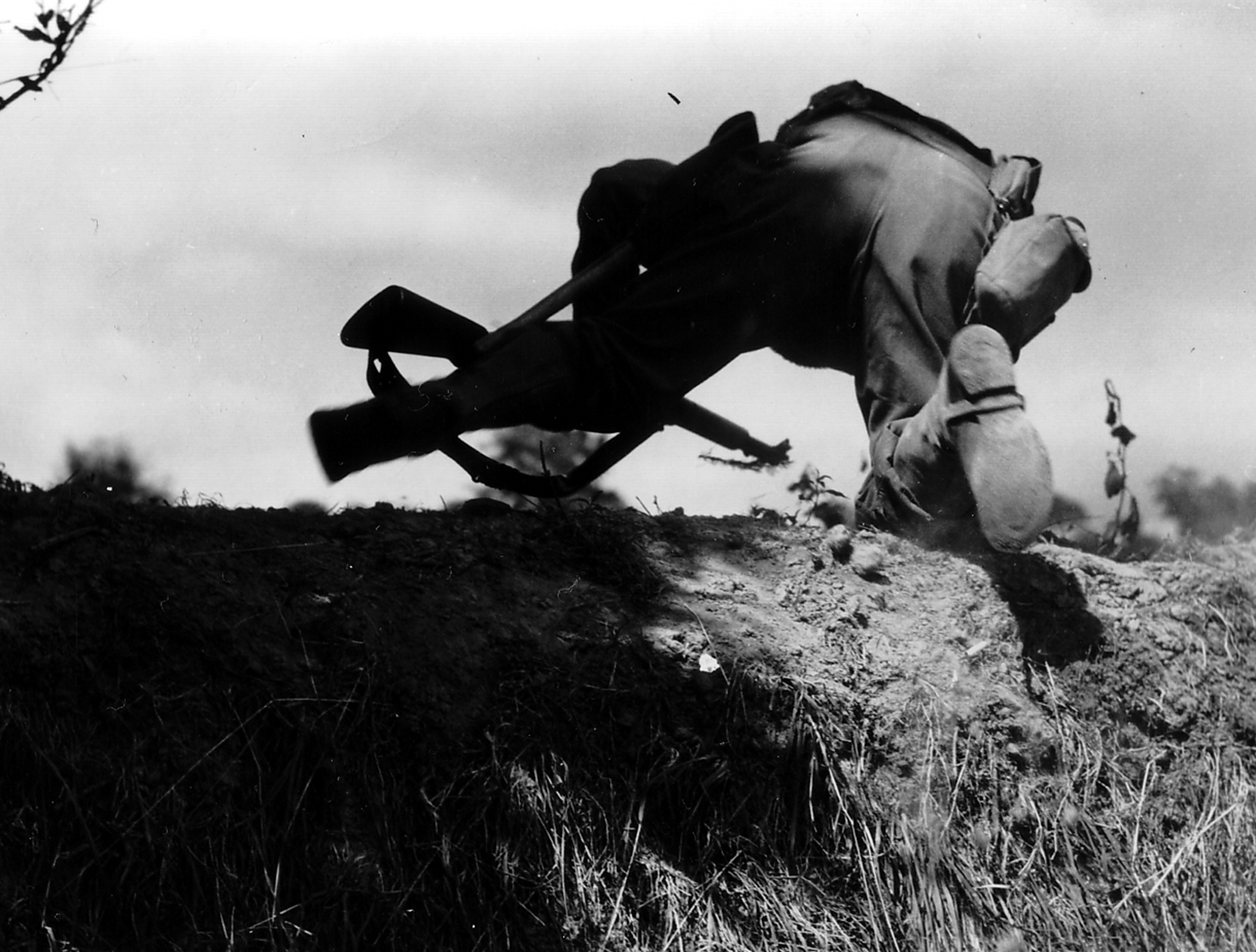
Un GI quittant l'abri d'un talus (guerre des Haies, Archives B.N)
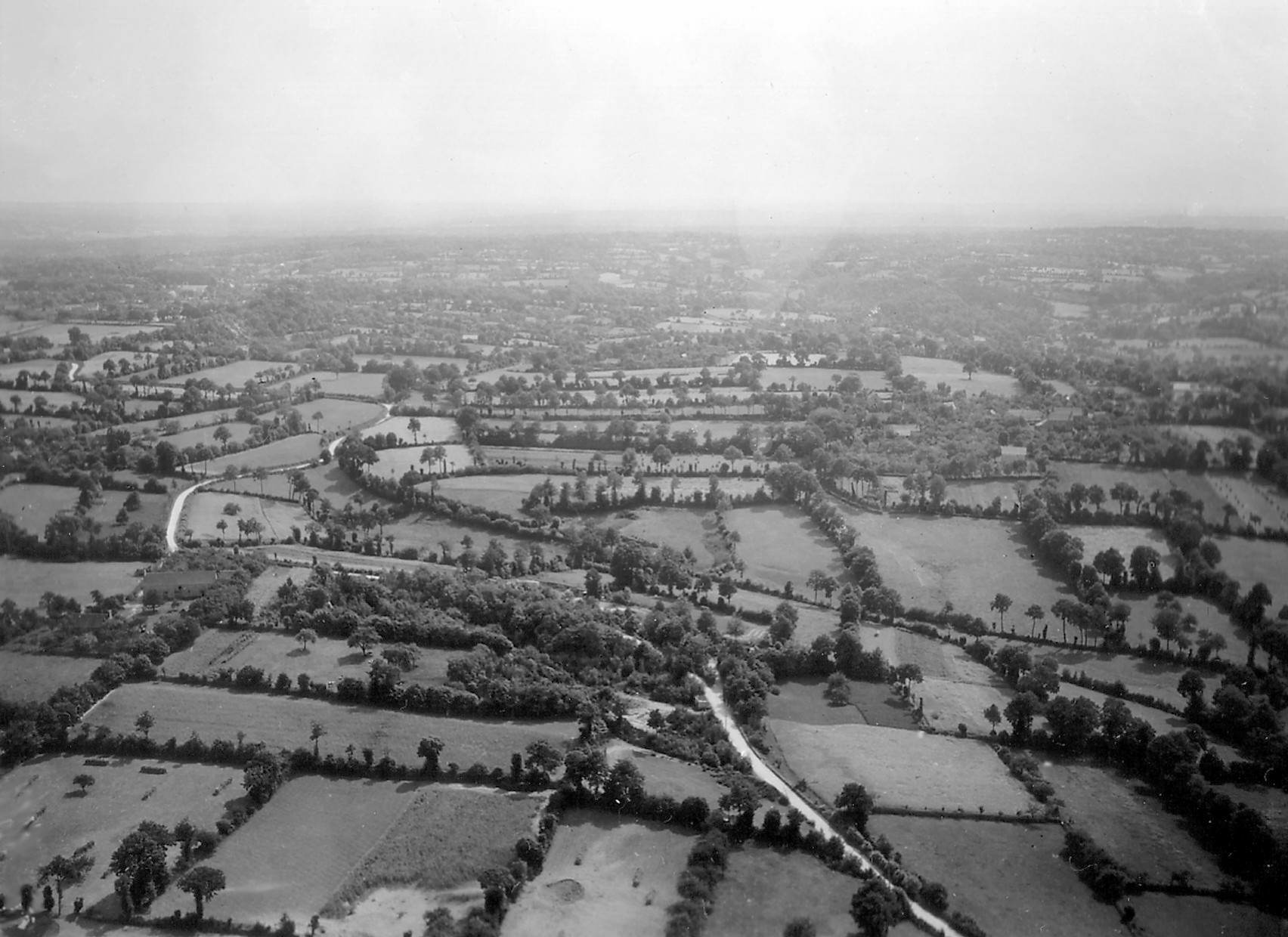
Le bocage normand et ses haies

##### Images du Front allemand

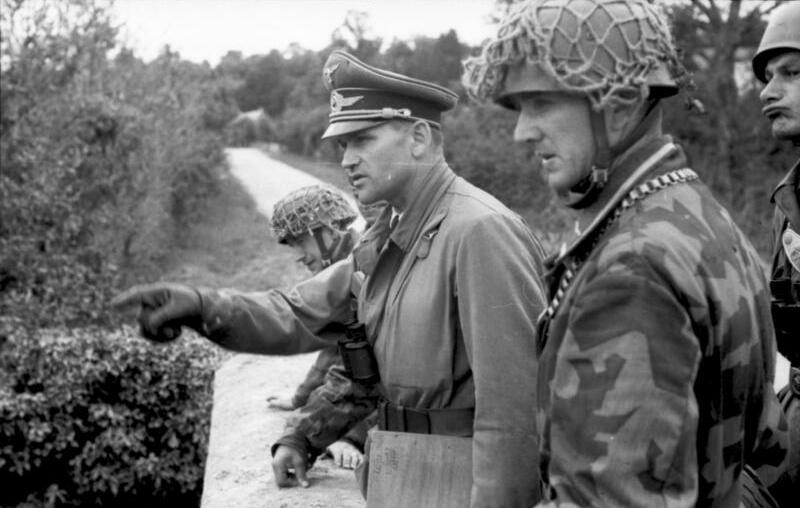
Un officier briefe ses Fallschirmjäger.
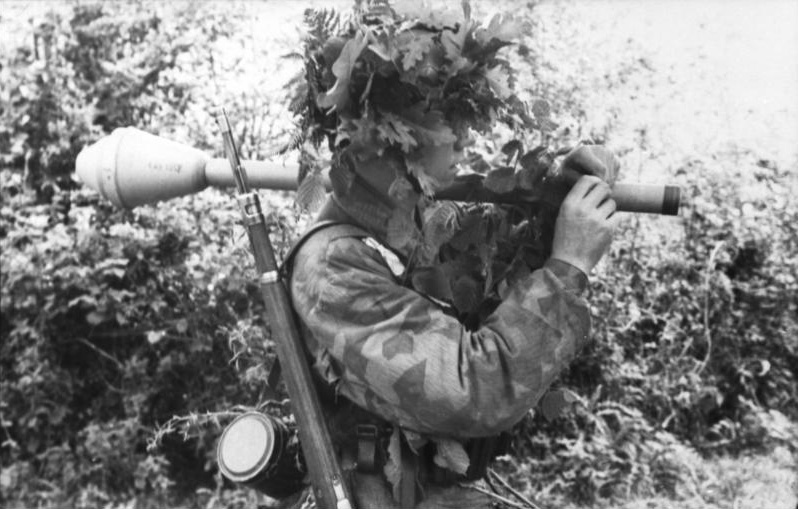
Fallschirmjäger caché avec son Panzerfaust
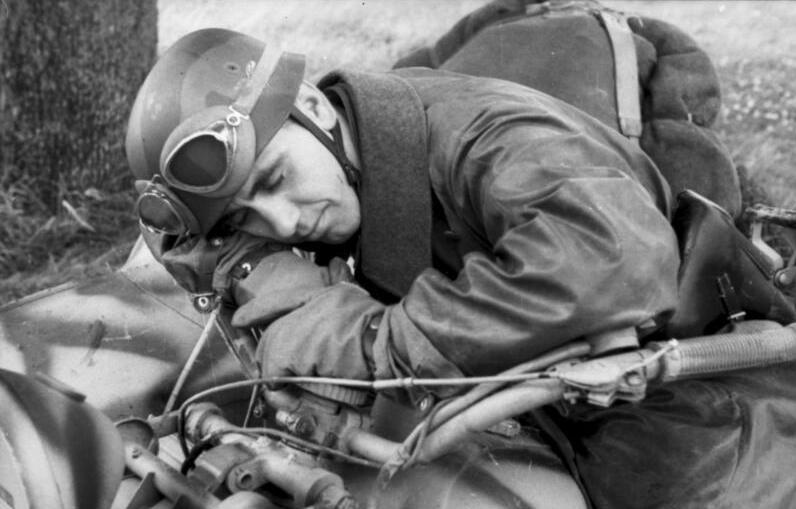
Fallschirmjäger dormant sur sa moto
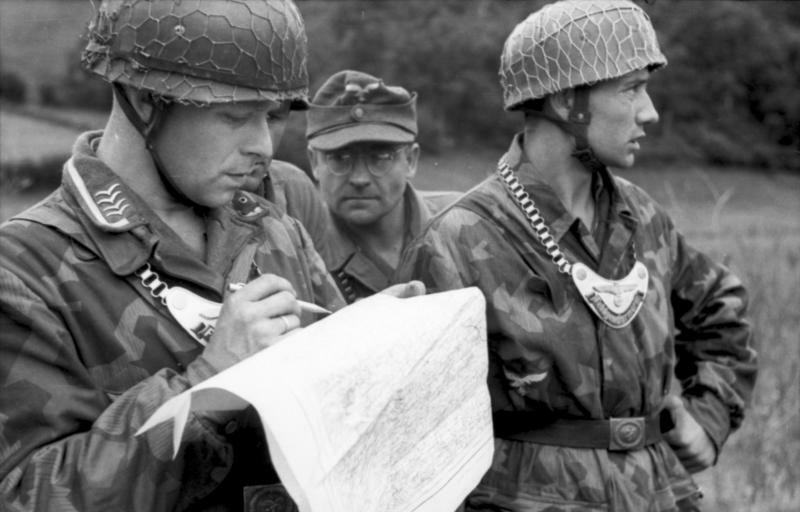
Feldgendarmes étudiant le terrain en Normandie
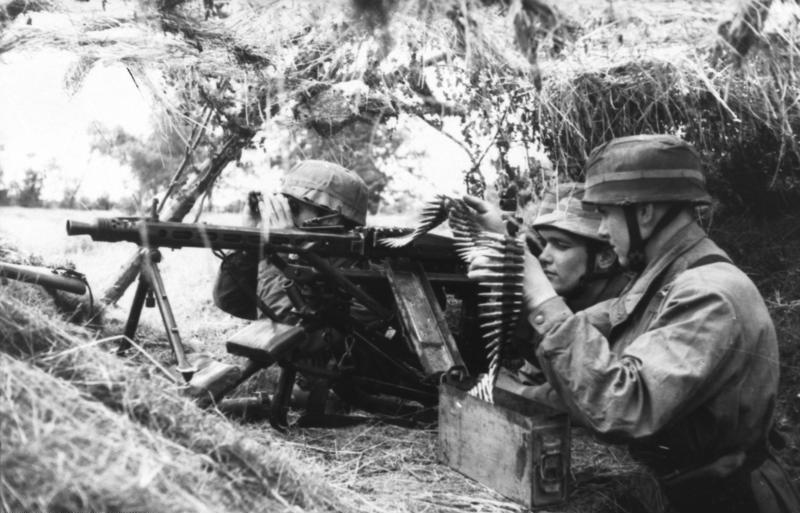
Fallschirmjäger en position dans un bosquet, avec une MG-42

##### Images des Sites et Monuments commémoratifs

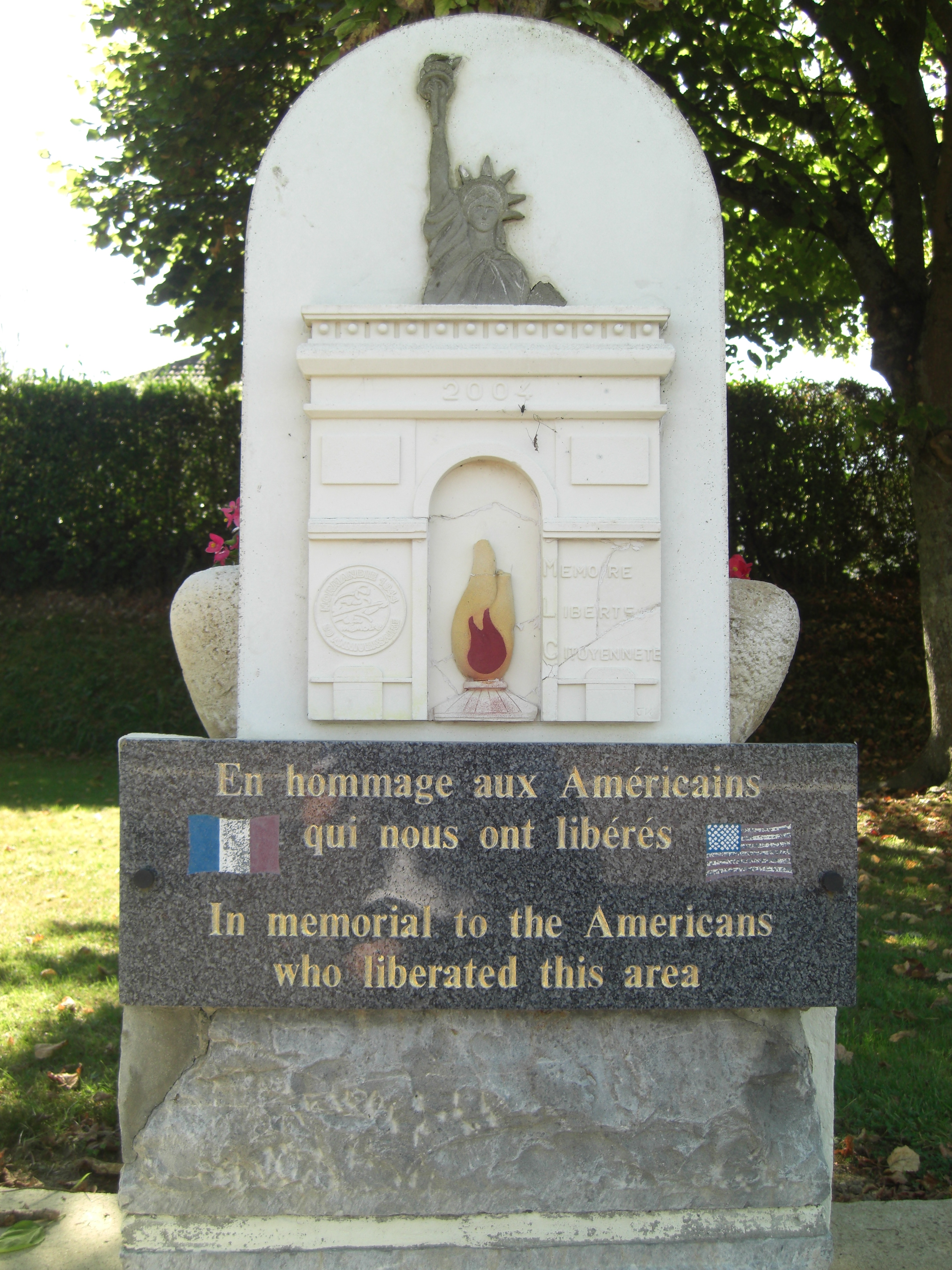
Stèle en mémoire du Sacrifice américain à Montgardon
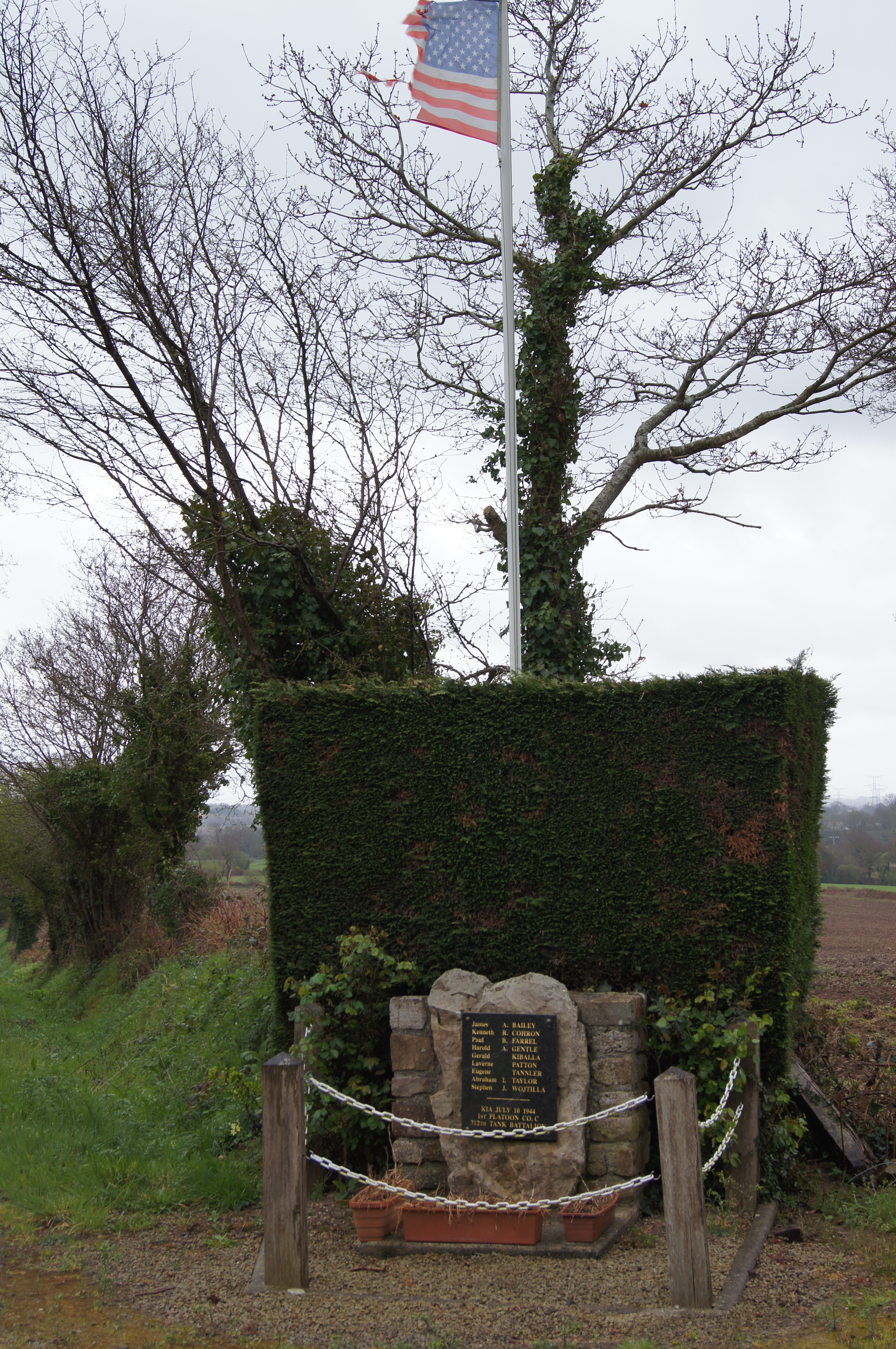
Monument du 712e Tank Bataillon sur le mont Castre au hameau de Beau-Coudray, au Plessis-Lastelle.
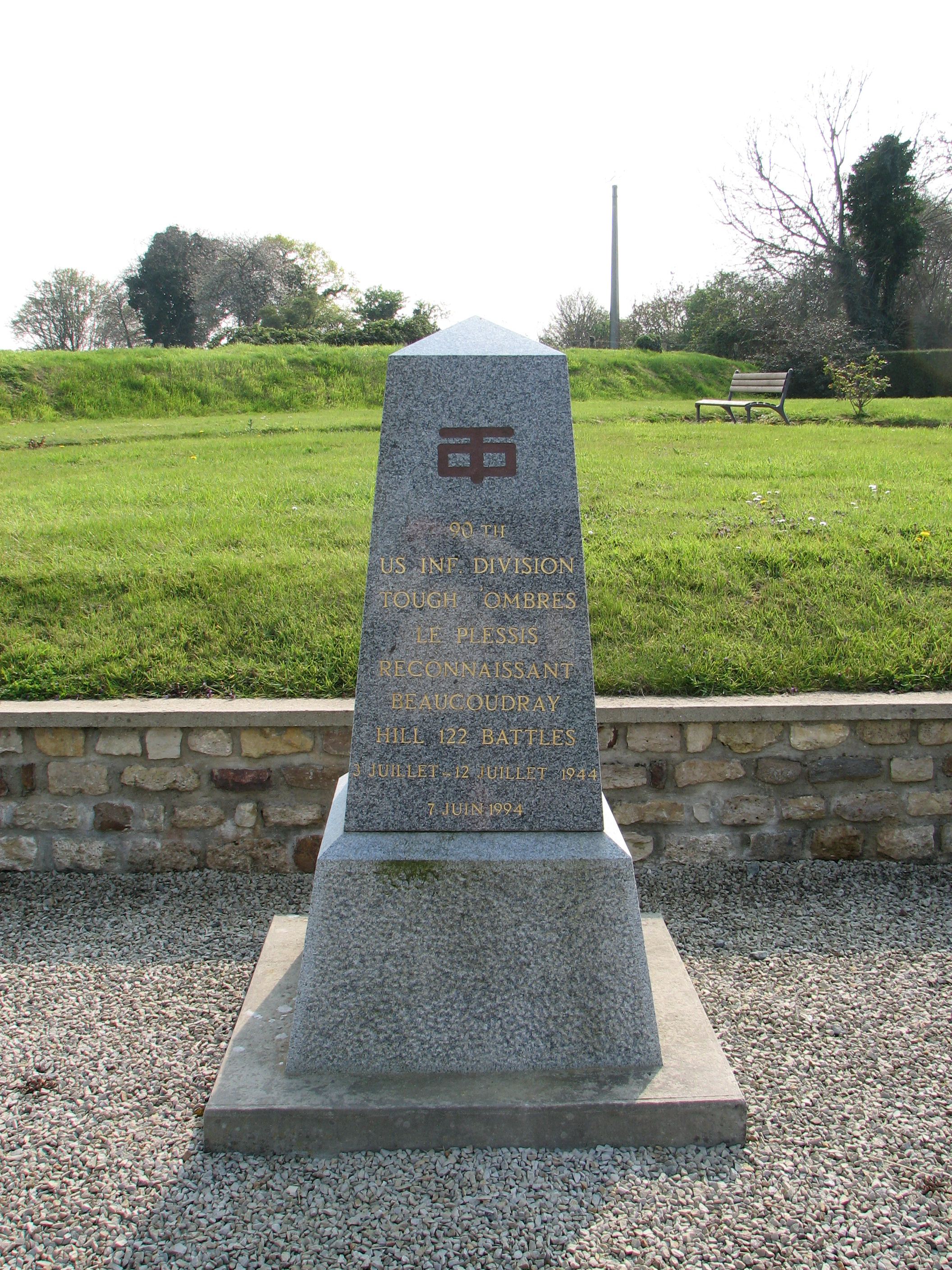
Mémorial 90e Division d'infanterie US au Plessis-Lastelle
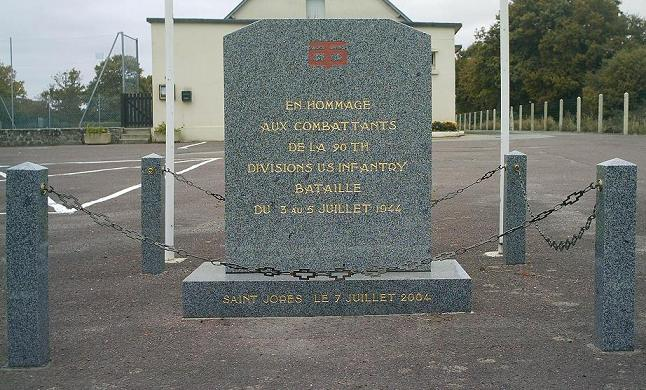
Monument de la 90e à Saint-Jores
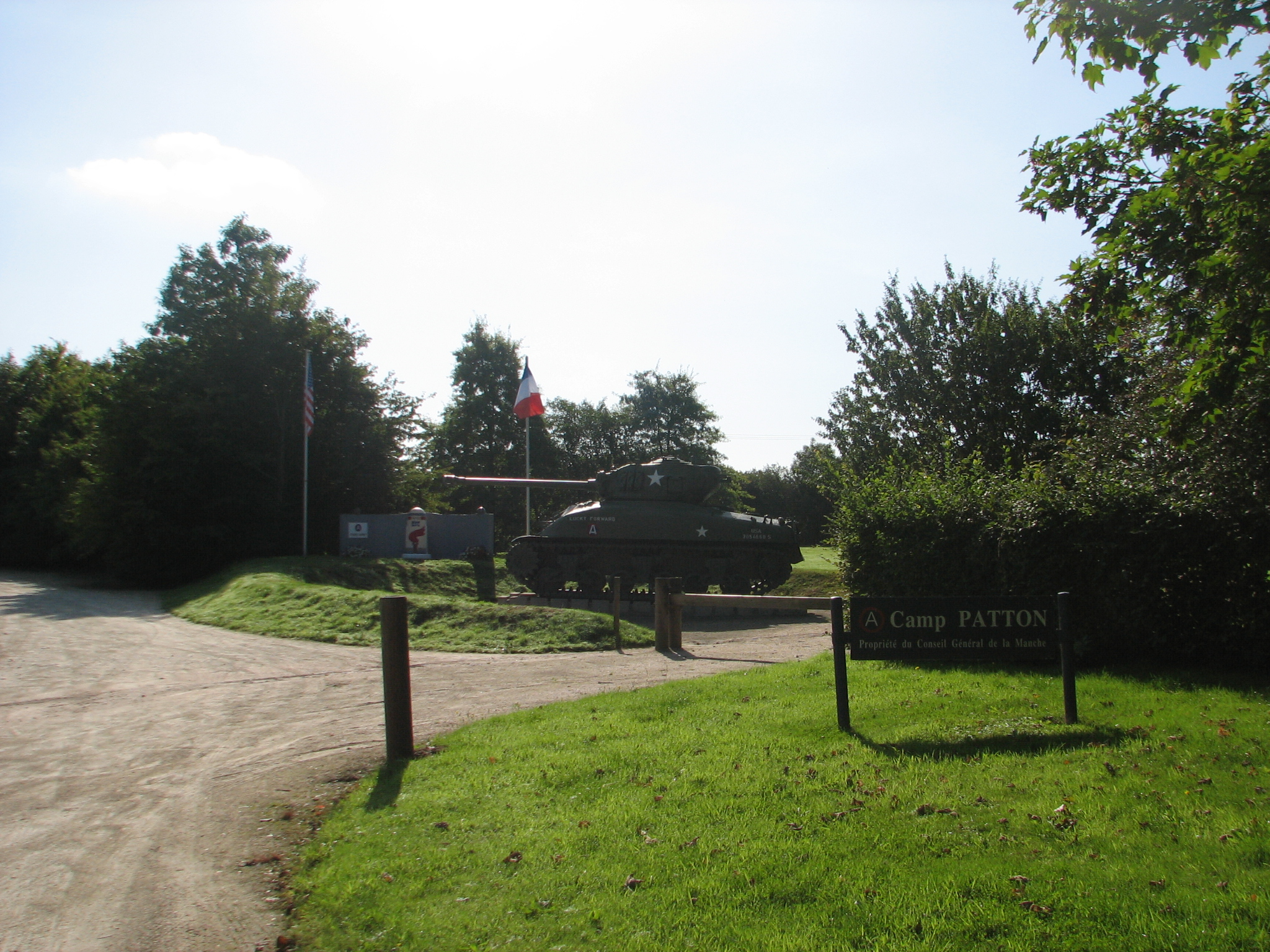
Camp de Néhou où le général Patton prépara l'opération Cobra
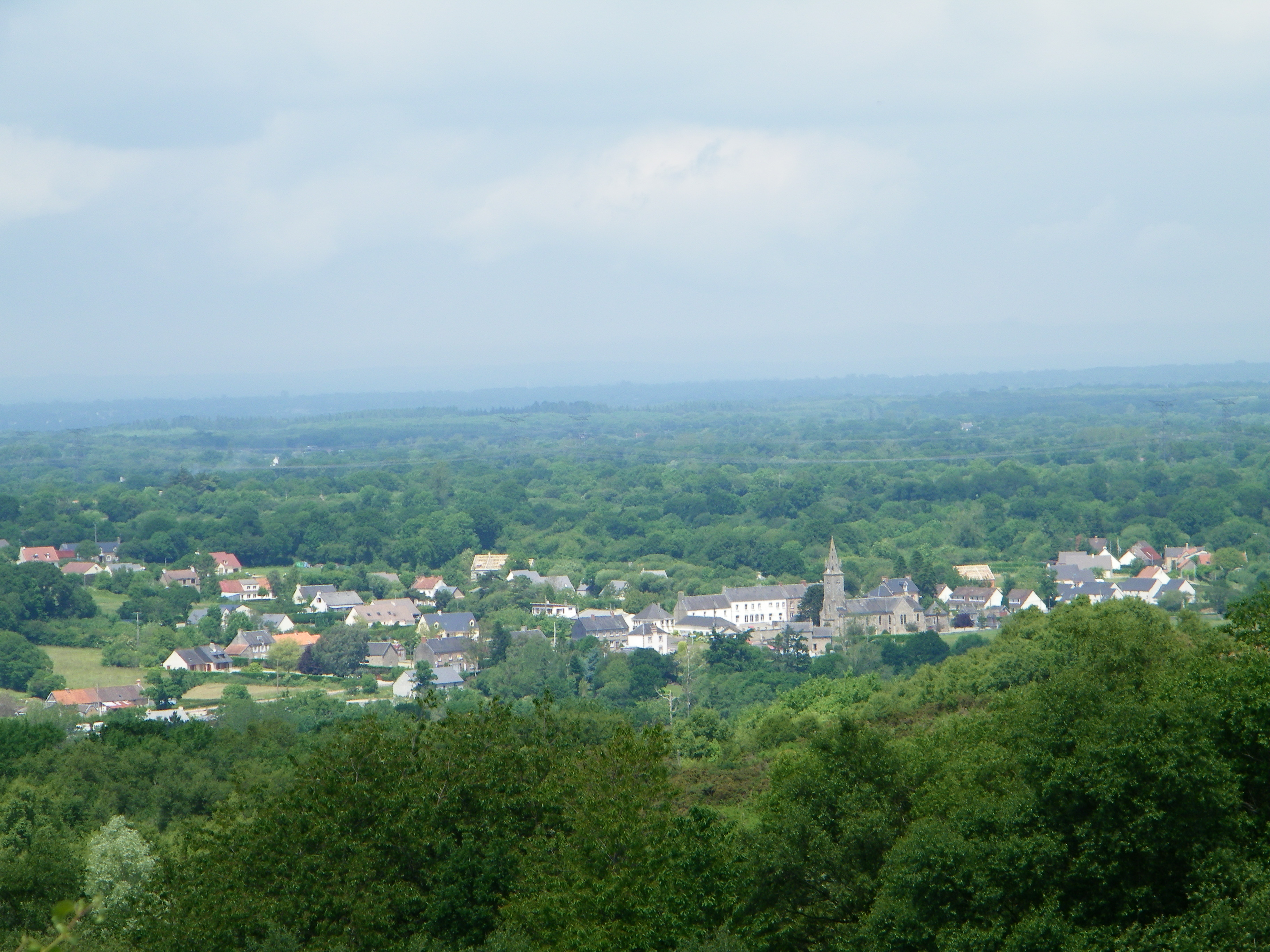
le bourg de Lithaire au pied du mont Castre

### Les combats pour Saint-Lô

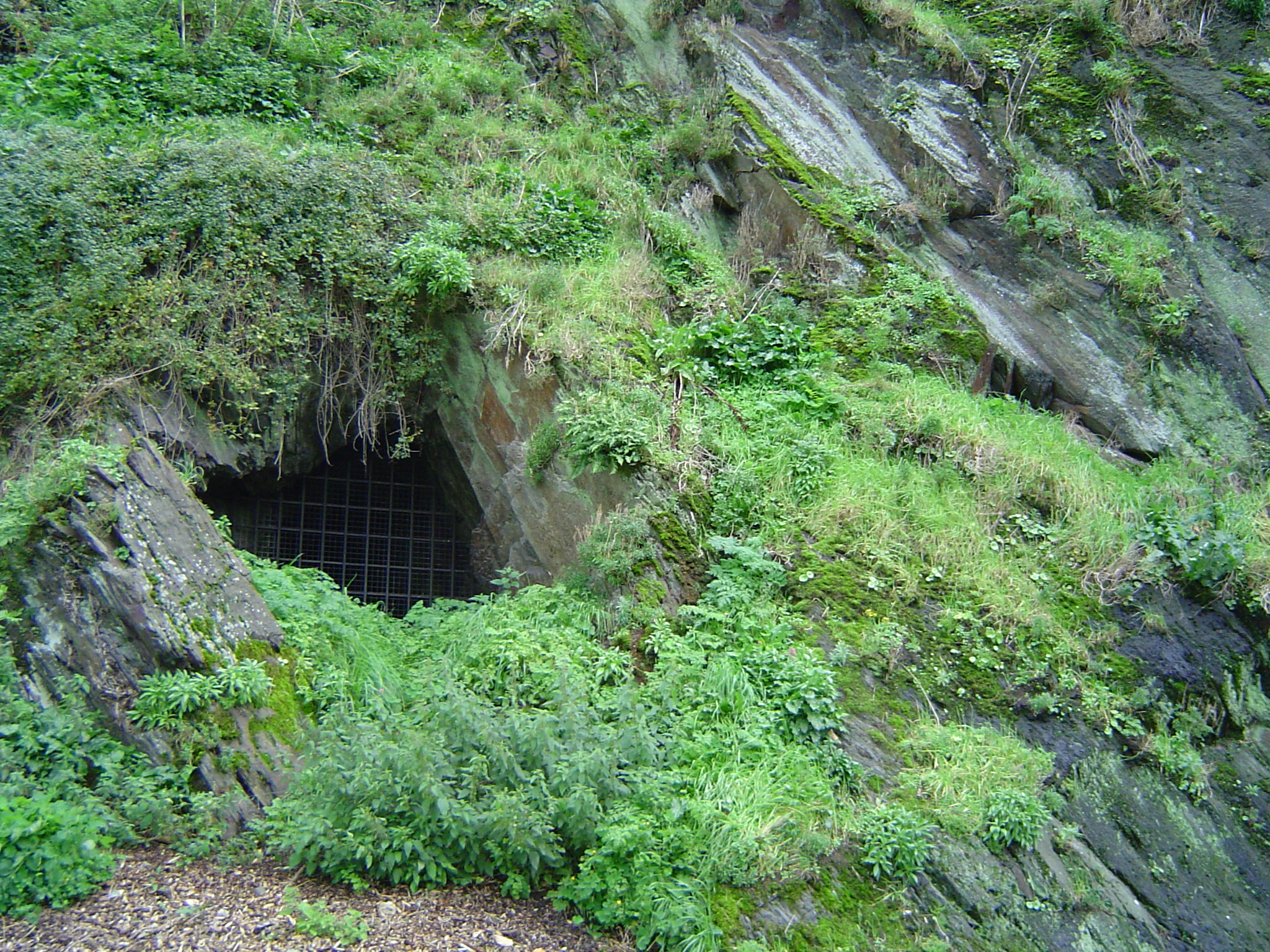
Entrée de la grotte dans les remparts

Alors que le haut commandement avait fixé la prise de la préfecture neuf jours après le débarquement, la bataille des Haies ralentit fortement la progression américaine. De plus, de fortes intempéries qui ont eu lieu autour du 9 juillet transforment les terres en champs boueux.
La conquête de Saint-Lô fut confiée au XIXe corps de la première armée américaine, placé sous le commandement du général Corlett. Le 15 juillet 1944, elle regroupe :
- La 29e division placée sur la route de Bayeux, près de Martinville. Elle a à sa tête le général Charles Gehardt.
- Le 30e division placée sur la route de Périers, près du Mesnil-Durand commandée par Leland Hobbs.
- La 35e division placée sur la route d'Isigny, éprouvant des difficultés à Pont-Hébert, commandée par Paul Baade.

En face, deux corps d'armée allemande sont sur le front de Saint-Lô : la 352e division d'infanterie commandée par le général Krais et la 3e division du 2e corps de parachutistes commandée par le général Eugen Meindl.

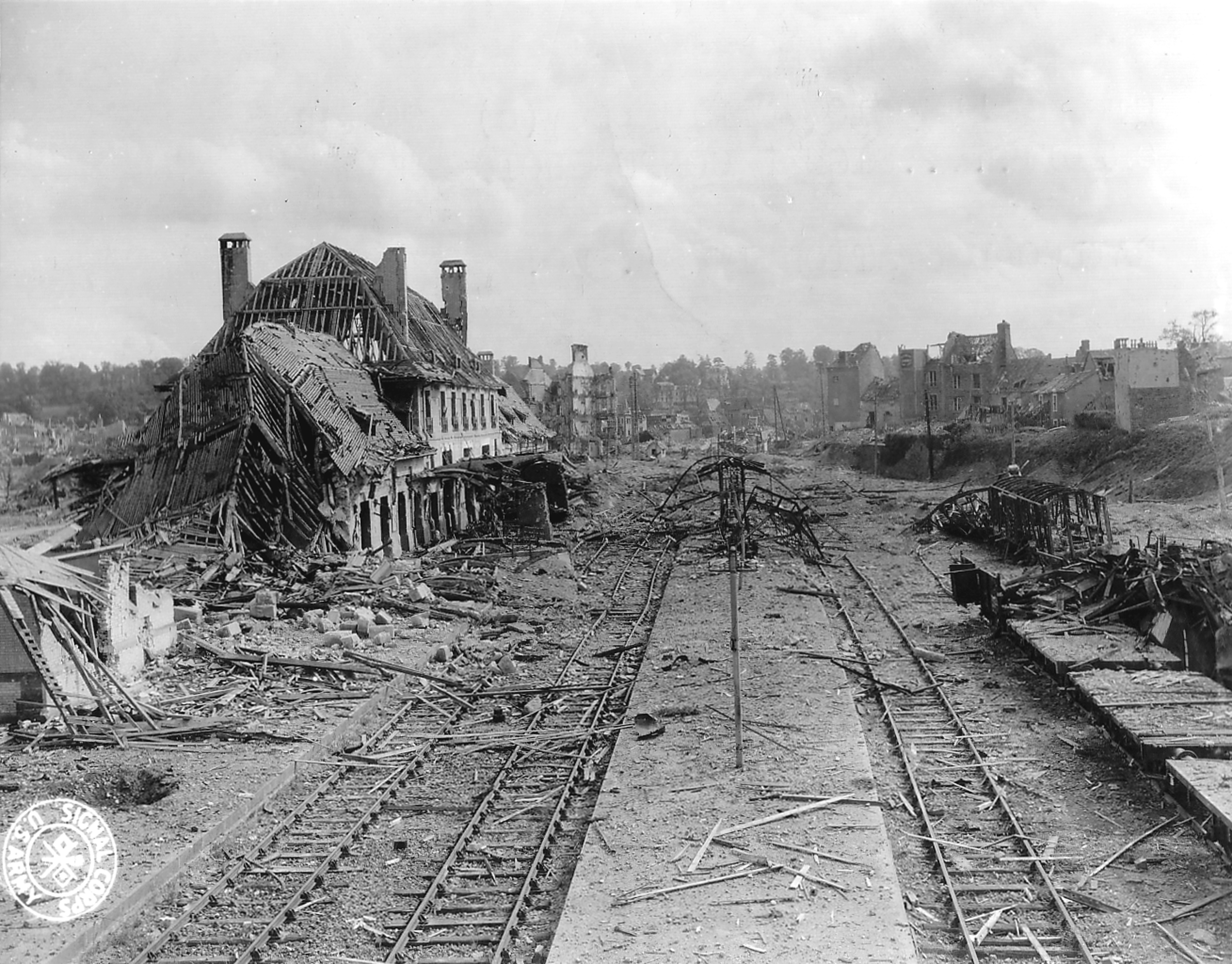
Ruines de la gare

La 29e division attaque le secteur Nord-Est de Saint-Lô près de La Madeleine. Un bataillon dirigé par le major Bingham, dit le « bataillon perdu », se retrouve isolé pendant toute une journée sans munition et avec peu de nourriture. On compte 25 blessés et seulement trois infirmiers alors que les forces allemandes sont toutes proches. Des avions ont même dû larguer des poches de plasma. La colline de Martinville est quant à elle « arrosée » continuellement par l'artillerie allemande. Le 17 juillet, le 3e bataillon du major Thomas D. Howie rejoint vers 4 h 30 le bataillon perdu. Caché sous la végétation, le 3e bataillon a pour ordre de ne pas riposter aux tirs ennemis et de ne se servir que de la baïonnette. Si la jonction est réussie, un obus de mortier éclate près du Major, le touchant mortellement. La position est alors lourdement attaquée, empêchant un quelconque mouvement dans la journée.

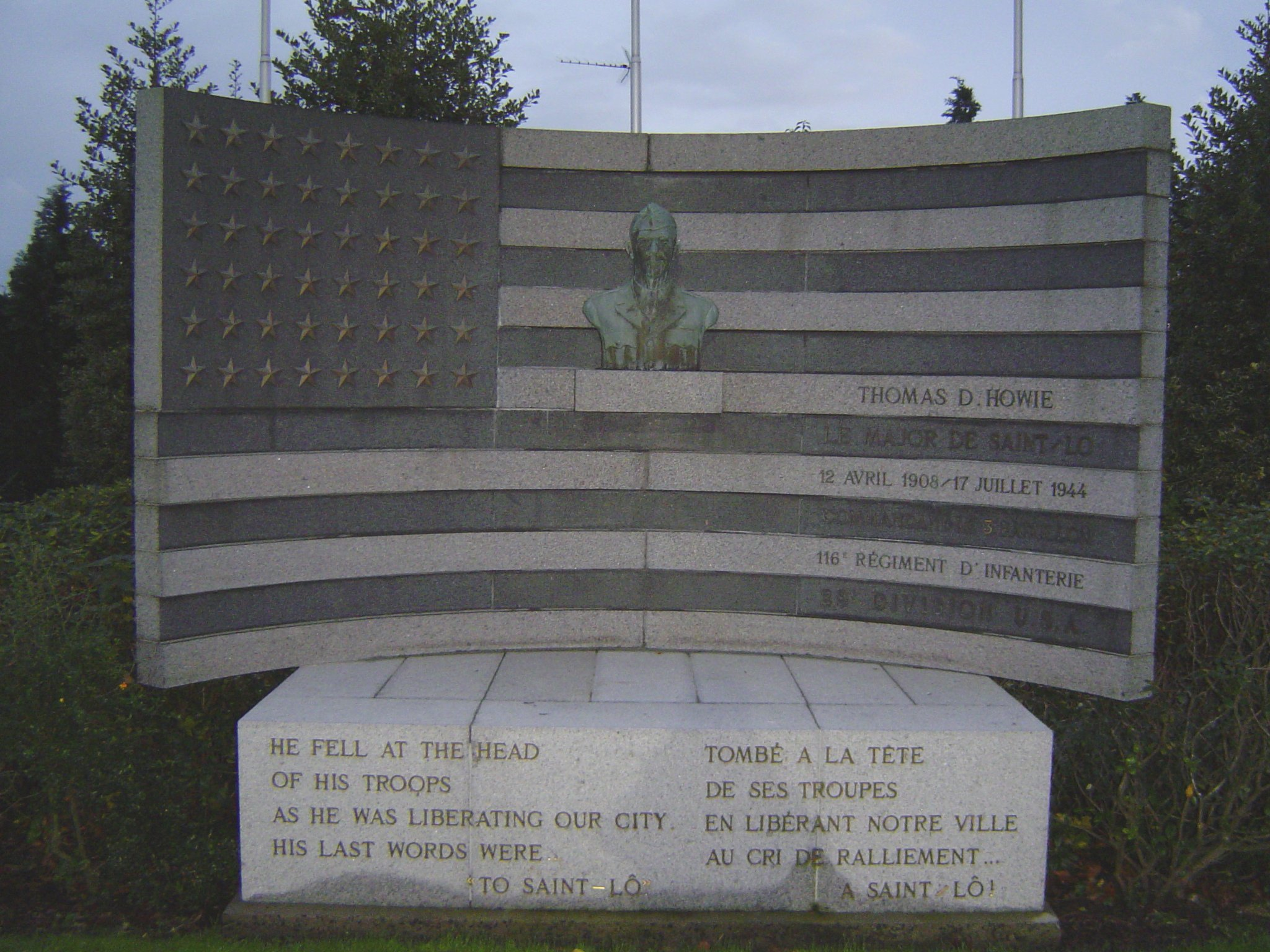
Le monument du major Howie

Le 17 juillet, le capitaine Puntenney demande l'appui de l'artillerie et de l'aviation pour disperser les troupes allemandes. Les GI, à court de munitions, prennent tout de même le carrefour de La Madeleine grâce à un dépôt de mines, abandonné des Allemands. Le 115e, quant à lui, contourne La Luzerne pour se déployer dans le bas de la vallée de la Dollée. Le 18 juillet, une compagnie du 116e rétablit la jonction avec la position de la Madeleine et les Allemands se replient à l'Ouest vers Rampan. Un groupe d'opération est placé sous la direction du général Norman Cota pour former la Task Force C. Vers 15 heures, les blindés longent la route d'Isigny, suivis des rangs de soldats. Ils arrivent à Saint-Lô par le quartier de la Bascule, près de l'église Sainte-Croix. L'armée se regroupe sur la place du Champ-de-Mars et contrôla les points stratégiques de l'est de Saint-Lô (route de Carentan, route de Torigni, route de Bayeux) vers 18 heures. Surpris par la rapidité, les Allemands n'opposent que peu de résistance. Repliée sur le versant d'Agneaux, l'artillerie allemande pilonne les carrefours saint-lois, notamment celui de la Bascule, blessant plusieurs officiers dont le général Cotta. Ainsi, le major Glover S. Johns, commandant le 1er bataillon du 115e, décide d'installer le poste de commandement dans le cimetière, dans le sous-sol du caveau funéraire de la famille Blanchet. On dépose la dépouille du major Howie sur les restes du clocher de Sainte-Croix pour rendre hommage à son courage, lui qui s'était promis d'être le premier soldat à entrer dans la ville. Le lendemain, les soldats arpentent les rues pour débusquer les derniers tireurs allemands, qui tentent sans succès une contre-attaque dans la nuit de 20. À 4 h 40, la 29e division laisse la ville au contrôle de la 35e division.

### Secteur de Sainteny
7 000 GI sont tués ou blessés pour libérer le simple bourg de Sainteny, enclavé entre deux marais, entre Carentan et Périers. Début juillet, les Américains perdent un homme par mètre de progression de la ligne de front. Les pertes seront encore plus terribles pour prendre la ville de Saint-Lô, âprement défendue par un régiment parachutiste allemand depuis les collines au nord de la ville. Le mois de juillet sera sans doute le mois le plus difficile pour les Alliés sur le front de l'Ouest. Selon leurs plans, à D+60 (60 jours après le débarquement) ils auraient déjà dû libérer la Bretagne et avoir atteint la Loire alors qu'ils sont bloqués au nord d'une ligne Caen-Saint-Lô, n'ayant progressé que de quelques kilomètres en plus de trois semaines. L'état-major américain est inquiet ; à ce rythme, ils craignent de devoir livrer un mois de combat supplémentaire pour atteindre Coutances.

## Franchissement des haies par les blindés

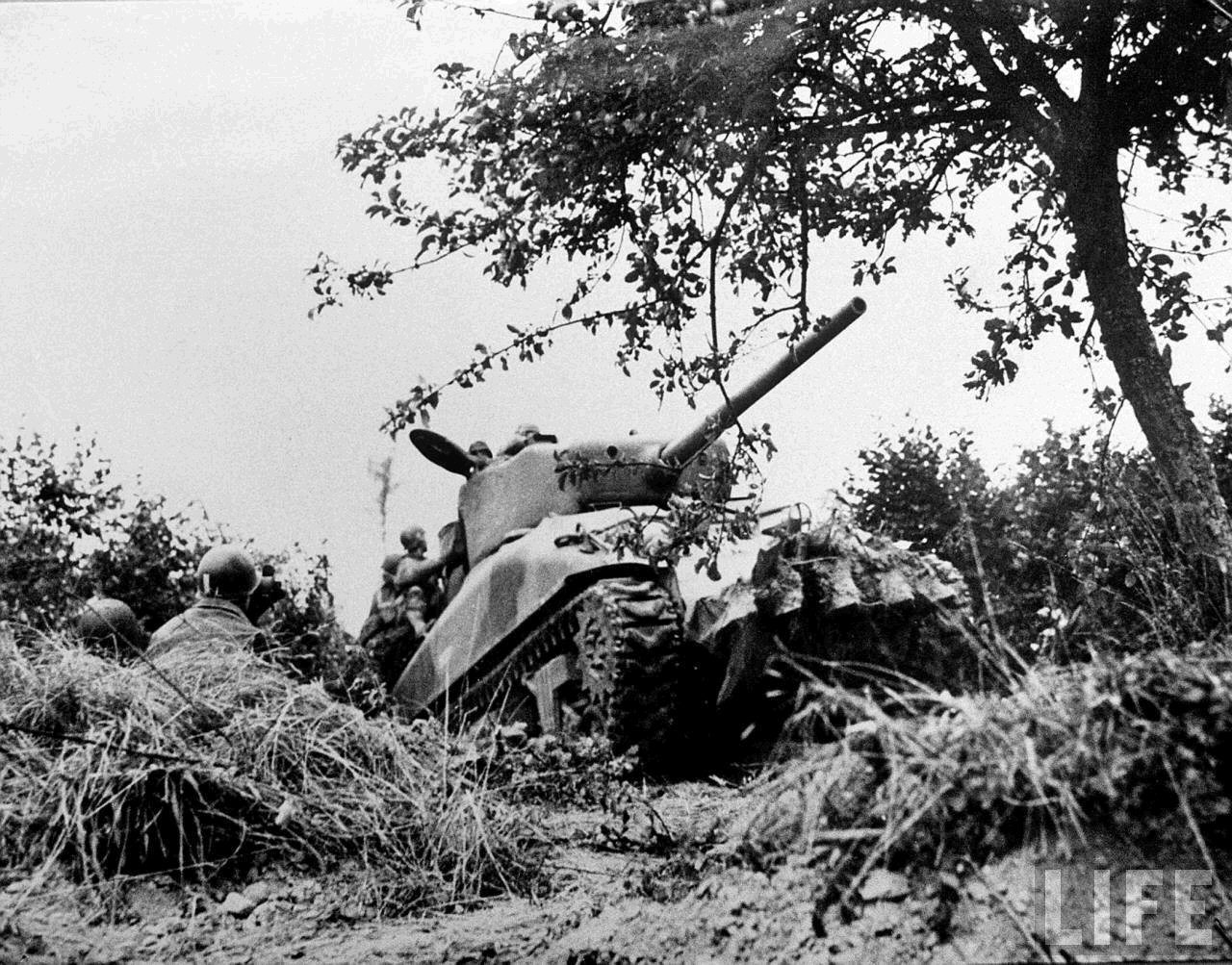
Un char M4 Sherman équipé de hedge-cutter en Normandie.

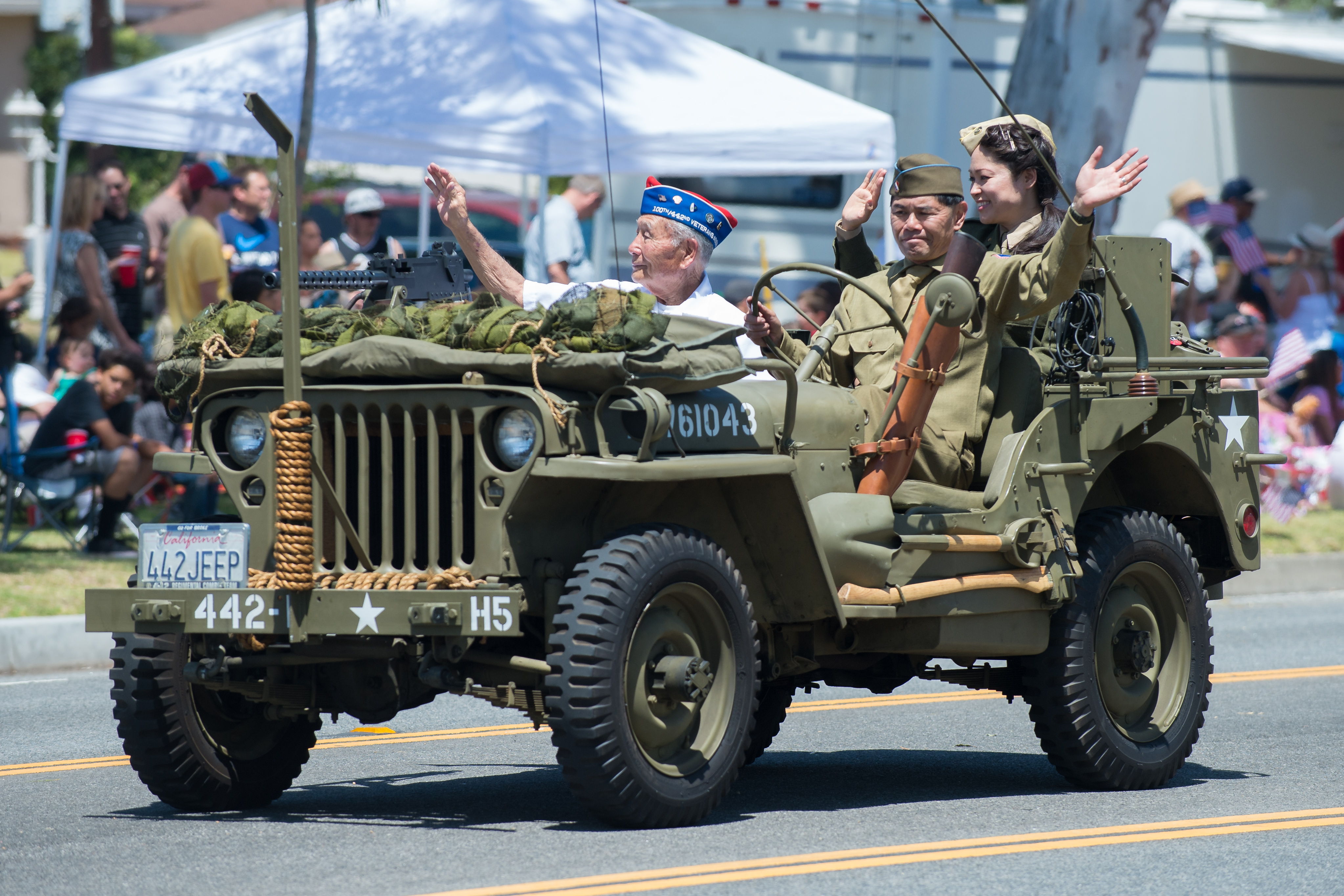
D'autres véhicules peuvent franchir le haies, comme la Jeep Willys équipée à l'avant du pare-chocs d'un « coupe-barbelés » qui cisaille les câbles en acier tendus entre les arbres des haies et des routes pour décapiter le conducteur et ses passagers.

Les blindés alliés ne peuvent progresser sur ce terrain, les routes sont étroites et bordées de hautes haies où les chars sont exposés aux tirs de l'artillerie allemande. Et quand ils arrivent à franchir les haies, la manœuvre découvre le dessous du char, non blindé, pour les tirs de panzerschrecks (l'équivalent des bazookas américains) de soldats allemands embusqués.
Afin de permettre un accompagnement blindé des troupes, l'US Army cherche des solutions pour que les chars percent facilement les haies et une fois franchies, les chars ne s'avanceront plus dans les prés et soutiendront l'infanterie à distance pendant qu'elle remontera de chaque côté pour attaquer la haie suivante.
Des bulldozers sont utilisés mais ceux-ci ne sont présents qu'en petit nombre. Des canons de gros calibre pour pulvériser les haies sont testés. Des unités de blindés ou de génie développent leur propre technique par explosifs mais dont les résultats restent mitigés (temps de mise en œuvre, perte de l'effet de surprise, difficulté à placer l'explosif, etc.). Lors d'un test de pose d'explosifs par tube, les hommes du 747e bataillon blindé découvrent qu'un tank équipé de tuyaux peut parfois traverser par lui-même certaines petites haies. Mais la manœuvre tord fréquemment les tuyaux. Après avoir observé de telles traversées de haies, le premier lieutenant Charles B. Green du 747e équipe un tank Sherman d'un gros butoir fait à partir de rails de voie ferrée. Ainsi équipé, le tank se révèle assez puissant pour déchirer et traverser presque toutes les haies. Les équipes de maintenance équipent ainsi plusieurs Sherman du 747e.
Un sergent tankiste, Curtis G. Culin, met alors au point un dispositif simple mais ingénieux. Il fixe à l'avant de son char des lames d'acier leur permettant de franchir les haies en les tranchant à leur base. Ces lames sont fabriquées à partir des hérissons tchèques, sorte de chevaux de frise en poutrelles d'acier, que les Allemands ont disposés sur les plages normandes pour éviter le débarquement des chalands et péniches alliés.
Le général Omar Bradley est invité le 15 juillet à venir voir une démonstration du dispositif et, convaincu, ordonne immédiatement que le plus de tanks possibles en soient équipés, d'autant que le lancement d'une grande opération, l'opération Cobra s'annonce. Ainsi lors de la percée sur Saint-Lô, environ trois chars sur cinq possèdent un hedge-cutter. L'aspect du dispositif vaut aux chars équipés le surnom de « rhino tank » pour sa ressemblance avec la corne de l'animal.

## Fin des batailles
Les Alliés ne sortiront de ce piège du bocage qu'avec le lancement de l'opération Cobra et le percement des lignes allemandes avec une nouvelle tactique définie par le général Omar Bradley dite du « tapis de bombes ». Le 25 juillet, 1 500 bombardiers saturent de bombes un corridor étroit de quelques kilomètres seulement entre les villages de La Chapelle-en-Juger et Hébécrevon, au nord de la grande route joignant Saint-Lô à Coutances, afin d'annihiler toute défense allemande et de créer la brèche dans laquelle s'engouffreront les armées américaines, marquant la fin de la guerre des haies. Les troupes allemandes, usées elles aussi par deux mois de combats et manquant d'effectifs ne pourront reconstituer rapidement une ligne de défense, permettant la percée d'Avranches et une guerre de mouvement plus favorable aux Alliés.